# Cosmopterix aculeata
Cosmopterix aculeata là một loài bướm đêm thuộc họ Cosmopterigidae. Nó được biết đến ở Ấn Độ (Assam), Trung Quốc và Úc.
Chúng đẻ nhiều lứa, con trưởng thành sinh sản từ tháng 3 tới thág 11.